# 缅甸LGBT权益
女同性恋，男同性恋，双性恋和跨性别（LGBT）权益在缅甸受官方迫害和歧视，LGBT居民面临其他公民没有经历过的法律和社会挑战。同性性行为是犯罪，国家刑法第377条将同性戀性行为（无论双方是否自愿是否私下完成）的刑罚定为从10年监禁到终身监禁不等。跨性别者受到警察的骚扰和性侵犯，他们的性别变更不被国家承认。在国家和平与发展委员会的长期军事独裁统治期间，很难获得关于LGBT缅甸公民的法律或社会地位的准确信息。然而，随着正在进行的政治改革，媒体和公民自由的改善使LGBT人群在该国获得了更多的关注和支持。尽管翁山蘇姬的全國民主聯盟在2015年緬甸議會選舉的竞选胜利中承诺改善人权，但反LGBT法律并未发生变化。

## 关于同性性行为的法律
《刑法典》第377条禁止同性性行为和鸡奸。除了罚款外，规定的处罚是终身监禁十年，尽管法律并未严格执行。2001年，流亡组织全缅学生民主阵线称投票通过废除该法律。这被视为缅甸劳工权利委员会的一次胜利，尽管考虑到普遍存在的反对变革的政治气氛，这种改变被认为不太可能发生。根据“警察法”第35（c）条的规定，LGBT人群也成为“影子法”的目标，该法允许警察拘留他们认为在日落之后有可疑行为的任何人。

## 同性伴侣关系
缅甸不承认同性婚姻和民事結合。2014年，一对缅甸同性伴侣在共同生活了10年之后举行了一场非正式的婚礼，引起了媒体的广泛关注。这也引发了社会保守派的强烈反对，他们质疑为什么反同性恋法律没有针对他们强制执行。

## 跨性别权益
缅甸不允许人们改变出生时登记的性别。缅甸跨性别者常受到警察的强奸，虐待或勒索，并且警察经常使用“警察法”第35（c）节中的“影子法”对跨性别者进行攻击。一般来说，跨性别缅甸者只有三种“值得尊敬的”的职业可选择：美容师，时装设计师或nat kadaw（“精神妻子”或灵媒）。 LGBT人士选择成为一个nat kadaw，可以得到尊重和崇拜，否则他们将被缅甸社会否认。

## 生存现状

### 公众态度
在军事政权期间，没有LGBT政治或社会组织存在。缅甸关于人类性行为的社会习俗被描述为“非常保守”。男同性恋者会受到侮辱，如果他们是艾滋病病毒携带者/艾滋病人，那程度就更加严重。在当地的佛教传统中，那些生来就是LGBT的人被视为因前世犯下的罪而受到惩罚。历史上，官方对同性恋的恐惧心理、有限的公众意识和缺乏社区角色榜样相结合，使得LGBT在缅甸社会中变得隐形。

### LGBT运动
Aung Myo Min是一名公开的同性恋男子，是全缅学生民主阵线 (ABSDF)的成员。2015年，他谈到了自己的出柜过程和同性戀恐懼的存在，即使是民主反对派也不例外。

### 媒体
尽管LGBT人群被定罪，但现在他们在缅甸变得可见，特别是在政治改革之后。男同性恋和女同性恋伴侣在仰光和曼德勒等主要城市自由同居，但他们在法律上不允许结婚。媒体自由度的提高也使记者能够报道同性恋社区。同性伴侣也可以在没有任何法律迫害的大城市举行礼仪婚礼。
2003年FocusAsia (Star TV) 播出了关于nat kadaws的故事。《柬埔寨、老挝、缅甸和越南乌托邦指南》提到“在缅甸的神圣节日中传递灵魂的跨性別萨满。”
2016年，The Gemini成为缅甸第一部LGBT电影。这部电影公开抨击缅甸同性恋法律。.

### 活动
2012年，缅甸还在全国几个城市庆祝了它的第一个同性恋骄傲日，以纪念國際不再恐同日。2018年，官员们批准了一个公众骄傲活动。近6000人参加了此次活动，比之前的时间有所增加。第二天这个数字进一步上升到10,000。

## 知名LGBT人士
- Myo Ko Ko San（英语：Myo Ko Ko San） - 第一个缅甸变性人模特，LGBT权利活动家和选美女王。[25]
- Shin Thant（英语：Shin Thant） - LGBT权利活动家[26]

## 概况
| 同性性行为合法                                       | （处罚：最高终身监禁） |
| 同意年龄平等                                         | 否                     |
| 反就业歧视法律                                       | 否                     |
| 提供商品和服务的反歧视法律                           | 否                     |
| 在所有其他领域的反歧视法律（包括间接歧视，仇恨言论） | 否                     |
| 同性婚姻                                             | 否                     |
| 同性伴侣关系                                         | 否                     |
| 同性伴侣收养继子女                                   | 否                     |
| 同性伴侣联合收养                                     | 否                     |
| 同性恋军人允许公开服役                               | 否                     |
| 有权改变法律性别                                     | 否                     |
| 女同性恋试管婴儿                                     | 否                     |
| 男同性恋情侣商业代孕                                 | 否                     |
| 男男性接触人群（MSM）允许献血                        | 否                     |